# Brayan Loyo
Brayan Alejandro Loyo González (ur. 16 września 2000) – wenezuelski zapaśnik walczący w stylu klasycznym
Srebrny medalista igrzysk Ameryki Południowej w 2022 roku.